# Roque artificial
|   | a | b | c | d | e | f | g | h |   |
| 8 | a8 preto torre · c8 preto bispo · d8 preto rainha · f8 preto torre · g8 preto rei · a7 preto peão · b7 preto peão · c7 preto peão · d7 preto peão · g7 preto peão · h7 preto peão · c6 preto cavalo · c5 preto bispo · e5 preto peão · g5 branco cavalo · e4 branco peão · d3 branco peão · a2 branco peão · b2 branco peão · c2 branco peão · f2 branco peão · g2 branco peão · h2 branco peão · a1 branco torre · b1 branco cavalo · c1 branco bispo · d1 branco rainha · e1 branco rei · h1 branco torre | a8 preto torre · c8 preto bispo · d8 preto rainha · f8 preto torre · g8 preto rei · a7 preto peão · b7 preto peão · c7 preto peão · d7 preto peão · g7 preto peão · h7 preto peão · c6 preto cavalo · c5 preto bispo · e5 preto peão · g5 branco cavalo · e4 branco peão · d3 branco peão · a2 branco peão · b2 branco peão · c2 branco peão · f2 branco peão · g2 branco peão · h2 branco peão · a1 branco torre · b1 branco cavalo · c1 branco bispo · d1 branco rainha · e1 branco rei · h1 branco torre | a8 preto torre · c8 preto bispo · d8 preto rainha · f8 preto torre · g8 preto rei · a7 preto peão · b7 preto peão · c7 preto peão · d7 preto peão · g7 preto peão · h7 preto peão · c6 preto cavalo · c5 preto bispo · e5 preto peão · g5 branco cavalo · e4 branco peão · d3 branco peão · a2 branco peão · b2 branco peão · c2 branco peão · f2 branco peão · g2 branco peão · h2 branco peão · a1 branco torre · b1 branco cavalo · c1 branco bispo · d1 branco rainha · e1 branco rei · h1 branco torre | a8 preto torre · c8 preto bispo · d8 preto rainha · f8 preto torre · g8 preto rei · a7 preto peão · b7 preto peão · c7 preto peão · d7 preto peão · g7 preto peão · h7 preto peão · c6 preto cavalo · c5 preto bispo · e5 preto peão · g5 branco cavalo · e4 branco peão · d3 branco peão · a2 branco peão · b2 branco peão · c2 branco peão · f2 branco peão · g2 branco peão · h2 branco peão · a1 branco torre · b1 branco cavalo · c1 branco bispo · d1 branco rainha · e1 branco rei · h1 branco torre | a8 preto torre · c8 preto bispo · d8 preto rainha · f8 preto torre · g8 preto rei · a7 preto peão · b7 preto peão · c7 preto peão · d7 preto peão · g7 preto peão · h7 preto peão · c6 preto cavalo · c5 preto bispo · e5 preto peão · g5 branco cavalo · e4 branco peão · d3 branco peão · a2 branco peão · b2 branco peão · c2 branco peão · f2 branco peão · g2 branco peão · h2 branco peão · a1 branco torre · b1 branco cavalo · c1 branco bispo · d1 branco rainha · e1 branco rei · h1 branco torre | a8 preto torre · c8 preto bispo · d8 preto rainha · f8 preto torre · g8 preto rei · a7 preto peão · b7 preto peão · c7 preto peão · d7 preto peão · g7 preto peão · h7 preto peão · c6 preto cavalo · c5 preto bispo · e5 preto peão · g5 branco cavalo · e4 branco peão · d3 branco peão · a2 branco peão · b2 branco peão · c2 branco peão · f2 branco peão · g2 branco peão · h2 branco peão · a1 branco torre · b1 branco cavalo · c1 branco bispo · d1 branco rainha · e1 branco rei · h1 branco torre | a8 preto torre · c8 preto bispo · d8 preto rainha · f8 preto torre · g8 preto rei · a7 preto peão · b7 preto peão · c7 preto peão · d7 preto peão · g7 preto peão · h7 preto peão · c6 preto cavalo · c5 preto bispo · e5 preto peão · g5 branco cavalo · e4 branco peão · d3 branco peão · a2 branco peão · b2 branco peão · c2 branco peão · f2 branco peão · g2 branco peão · h2 branco peão · a1 branco torre · b1 branco cavalo · c1 branco bispo · d1 branco rainha · e1 branco rei · h1 branco torre | a8 preto torre · c8 preto bispo · d8 preto rainha · f8 preto torre · g8 preto rei · a7 preto peão · b7 preto peão · c7 preto peão · d7 preto peão · g7 preto peão · h7 preto peão · c6 preto cavalo · c5 preto bispo · e5 preto peão · g5 branco cavalo · e4 branco peão · d3 branco peão · a2 branco peão · b2 branco peão · c2 branco peão · f2 branco peão · g2 branco peão · h2 branco peão · a1 branco torre · b1 branco cavalo · c1 branco bispo · d1 branco rainha · e1 branco rei · h1 branco torre | 8 |
| 7 | a8 preto torre · c8 preto bispo · d8 preto rainha · f8 preto torre · g8 preto rei · a7 preto peão · b7 preto peão · c7 preto peão · d7 preto peão · g7 preto peão · h7 preto peão · c6 preto cavalo · c5 preto bispo · e5 preto peão · g5 branco cavalo · e4 branco peão · d3 branco peão · a2 branco peão · b2 branco peão · c2 branco peão · f2 branco peão · g2 branco peão · h2 branco peão · a1 branco torre · b1 branco cavalo · c1 branco bispo · d1 branco rainha · e1 branco rei · h1 branco torre | a8 preto torre · c8 preto bispo · d8 preto rainha · f8 preto torre · g8 preto rei · a7 preto peão · b7 preto peão · c7 preto peão · d7 preto peão · g7 preto peão · h7 preto peão · c6 preto cavalo · c5 preto bispo · e5 preto peão · g5 branco cavalo · e4 branco peão · d3 branco peão · a2 branco peão · b2 branco peão · c2 branco peão · f2 branco peão · g2 branco peão · h2 branco peão · a1 branco torre · b1 branco cavalo · c1 branco bispo · d1 branco rainha · e1 branco rei · h1 branco torre | a8 preto torre · c8 preto bispo · d8 preto rainha · f8 preto torre · g8 preto rei · a7 preto peão · b7 preto peão · c7 preto peão · d7 preto peão · g7 preto peão · h7 preto peão · c6 preto cavalo · c5 preto bispo · e5 preto peão · g5 branco cavalo · e4 branco peão · d3 branco peão · a2 branco peão · b2 branco peão · c2 branco peão · f2 branco peão · g2 branco peão · h2 branco peão · a1 branco torre · b1 branco cavalo · c1 branco bispo · d1 branco rainha · e1 branco rei · h1 branco torre | a8 preto torre · c8 preto bispo · d8 preto rainha · f8 preto torre · g8 preto rei · a7 preto peão · b7 preto peão · c7 preto peão · d7 preto peão · g7 preto peão · h7 preto peão · c6 preto cavalo · c5 preto bispo · e5 preto peão · g5 branco cavalo · e4 branco peão · d3 branco peão · a2 branco peão · b2 branco peão · c2 branco peão · f2 branco peão · g2 branco peão · h2 branco peão · a1 branco torre · b1 branco cavalo · c1 branco bispo · d1 branco rainha · e1 branco rei · h1 branco torre | a8 preto torre · c8 preto bispo · d8 preto rainha · f8 preto torre · g8 preto rei · a7 preto peão · b7 preto peão · c7 preto peão · d7 preto peão · g7 preto peão · h7 preto peão · c6 preto cavalo · c5 preto bispo · e5 preto peão · g5 branco cavalo · e4 branco peão · d3 branco peão · a2 branco peão · b2 branco peão · c2 branco peão · f2 branco peão · g2 branco peão · h2 branco peão · a1 branco torre · b1 branco cavalo · c1 branco bispo · d1 branco rainha · e1 branco rei · h1 branco torre | a8 preto torre · c8 preto bispo · d8 preto rainha · f8 preto torre · g8 preto rei · a7 preto peão · b7 preto peão · c7 preto peão · d7 preto peão · g7 preto peão · h7 preto peão · c6 preto cavalo · c5 preto bispo · e5 preto peão · g5 branco cavalo · e4 branco peão · d3 branco peão · a2 branco peão · b2 branco peão · c2 branco peão · f2 branco peão · g2 branco peão · h2 branco peão · a1 branco torre · b1 branco cavalo · c1 branco bispo · d1 branco rainha · e1 branco rei · h1 branco torre | a8 preto torre · c8 preto bispo · d8 preto rainha · f8 preto torre · g8 preto rei · a7 preto peão · b7 preto peão · c7 preto peão · d7 preto peão · g7 preto peão · h7 preto peão · c6 preto cavalo · c5 preto bispo · e5 preto peão · g5 branco cavalo · e4 branco peão · d3 branco peão · a2 branco peão · b2 branco peão · c2 branco peão · f2 branco peão · g2 branco peão · h2 branco peão · a1 branco torre · b1 branco cavalo · c1 branco bispo · d1 branco rainha · e1 branco rei · h1 branco torre | a8 preto torre · c8 preto bispo · d8 preto rainha · f8 preto torre · g8 preto rei · a7 preto peão · b7 preto peão · c7 preto peão · d7 preto peão · g7 preto peão · h7 preto peão · c6 preto cavalo · c5 preto bispo · e5 preto peão · g5 branco cavalo · e4 branco peão · d3 branco peão · a2 branco peão · b2 branco peão · c2 branco peão · f2 branco peão · g2 branco peão · h2 branco peão · a1 branco torre · b1 branco cavalo · c1 branco bispo · d1 branco rainha · e1 branco rei · h1 branco torre | 7 |
| 6 | a8 preto torre · c8 preto bispo · d8 preto rainha · f8 preto torre · g8 preto rei · a7 preto peão · b7 preto peão · c7 preto peão · d7 preto peão · g7 preto peão · h7 preto peão · c6 preto cavalo · c5 preto bispo · e5 preto peão · g5 branco cavalo · e4 branco peão · d3 branco peão · a2 branco peão · b2 branco peão · c2 branco peão · f2 branco peão · g2 branco peão · h2 branco peão · a1 branco torre · b1 branco cavalo · c1 branco bispo · d1 branco rainha · e1 branco rei · h1 branco torre | a8 preto torre · c8 preto bispo · d8 preto rainha · f8 preto torre · g8 preto rei · a7 preto peão · b7 preto peão · c7 preto peão · d7 preto peão · g7 preto peão · h7 preto peão · c6 preto cavalo · c5 preto bispo · e5 preto peão · g5 branco cavalo · e4 branco peão · d3 branco peão · a2 branco peão · b2 branco peão · c2 branco peão · f2 branco peão · g2 branco peão · h2 branco peão · a1 branco torre · b1 branco cavalo · c1 branco bispo · d1 branco rainha · e1 branco rei · h1 branco torre | a8 preto torre · c8 preto bispo · d8 preto rainha · f8 preto torre · g8 preto rei · a7 preto peão · b7 preto peão · c7 preto peão · d7 preto peão · g7 preto peão · h7 preto peão · c6 preto cavalo · c5 preto bispo · e5 preto peão · g5 branco cavalo · e4 branco peão · d3 branco peão · a2 branco peão · b2 branco peão · c2 branco peão · f2 branco peão · g2 branco peão · h2 branco peão · a1 branco torre · b1 branco cavalo · c1 branco bispo · d1 branco rainha · e1 branco rei · h1 branco torre | a8 preto torre · c8 preto bispo · d8 preto rainha · f8 preto torre · g8 preto rei · a7 preto peão · b7 preto peão · c7 preto peão · d7 preto peão · g7 preto peão · h7 preto peão · c6 preto cavalo · c5 preto bispo · e5 preto peão · g5 branco cavalo · e4 branco peão · d3 branco peão · a2 branco peão · b2 branco peão · c2 branco peão · f2 branco peão · g2 branco peão · h2 branco peão · a1 branco torre · b1 branco cavalo · c1 branco bispo · d1 branco rainha · e1 branco rei · h1 branco torre | a8 preto torre · c8 preto bispo · d8 preto rainha · f8 preto torre · g8 preto rei · a7 preto peão · b7 preto peão · c7 preto peão · d7 preto peão · g7 preto peão · h7 preto peão · c6 preto cavalo · c5 preto bispo · e5 preto peão · g5 branco cavalo · e4 branco peão · d3 branco peão · a2 branco peão · b2 branco peão · c2 branco peão · f2 branco peão · g2 branco peão · h2 branco peão · a1 branco torre · b1 branco cavalo · c1 branco bispo · d1 branco rainha · e1 branco rei · h1 branco torre | a8 preto torre · c8 preto bispo · d8 preto rainha · f8 preto torre · g8 preto rei · a7 preto peão · b7 preto peão · c7 preto peão · d7 preto peão · g7 preto peão · h7 preto peão · c6 preto cavalo · c5 preto bispo · e5 preto peão · g5 branco cavalo · e4 branco peão · d3 branco peão · a2 branco peão · b2 branco peão · c2 branco peão · f2 branco peão · g2 branco peão · h2 branco peão · a1 branco torre · b1 branco cavalo · c1 branco bispo · d1 branco rainha · e1 branco rei · h1 branco torre | a8 preto torre · c8 preto bispo · d8 preto rainha · f8 preto torre · g8 preto rei · a7 preto peão · b7 preto peão · c7 preto peão · d7 preto peão · g7 preto peão · h7 preto peão · c6 preto cavalo · c5 preto bispo · e5 preto peão · g5 branco cavalo · e4 branco peão · d3 branco peão · a2 branco peão · b2 branco peão · c2 branco peão · f2 branco peão · g2 branco peão · h2 branco peão · a1 branco torre · b1 branco cavalo · c1 branco bispo · d1 branco rainha · e1 branco rei · h1 branco torre | a8 preto torre · c8 preto bispo · d8 preto rainha · f8 preto torre · g8 preto rei · a7 preto peão · b7 preto peão · c7 preto peão · d7 preto peão · g7 preto peão · h7 preto peão · c6 preto cavalo · c5 preto bispo · e5 preto peão · g5 branco cavalo · e4 branco peão · d3 branco peão · a2 branco peão · b2 branco peão · c2 branco peão · f2 branco peão · g2 branco peão · h2 branco peão · a1 branco torre · b1 branco cavalo · c1 branco bispo · d1 branco rainha · e1 branco rei · h1 branco torre | 6 |
| 5 | a8 preto torre · c8 preto bispo · d8 preto rainha · f8 preto torre · g8 preto rei · a7 preto peão · b7 preto peão · c7 preto peão · d7 preto peão · g7 preto peão · h7 preto peão · c6 preto cavalo · c5 preto bispo · e5 preto peão · g5 branco cavalo · e4 branco peão · d3 branco peão · a2 branco peão · b2 branco peão · c2 branco peão · f2 branco peão · g2 branco peão · h2 branco peão · a1 branco torre · b1 branco cavalo · c1 branco bispo · d1 branco rainha · e1 branco rei · h1 branco torre | a8 preto torre · c8 preto bispo · d8 preto rainha · f8 preto torre · g8 preto rei · a7 preto peão · b7 preto peão · c7 preto peão · d7 preto peão · g7 preto peão · h7 preto peão · c6 preto cavalo · c5 preto bispo · e5 preto peão · g5 branco cavalo · e4 branco peão · d3 branco peão · a2 branco peão · b2 branco peão · c2 branco peão · f2 branco peão · g2 branco peão · h2 branco peão · a1 branco torre · b1 branco cavalo · c1 branco bispo · d1 branco rainha · e1 branco rei · h1 branco torre | a8 preto torre · c8 preto bispo · d8 preto rainha · f8 preto torre · g8 preto rei · a7 preto peão · b7 preto peão · c7 preto peão · d7 preto peão · g7 preto peão · h7 preto peão · c6 preto cavalo · c5 preto bispo · e5 preto peão · g5 branco cavalo · e4 branco peão · d3 branco peão · a2 branco peão · b2 branco peão · c2 branco peão · f2 branco peão · g2 branco peão · h2 branco peão · a1 branco torre · b1 branco cavalo · c1 branco bispo · d1 branco rainha · e1 branco rei · h1 branco torre | a8 preto torre · c8 preto bispo · d8 preto rainha · f8 preto torre · g8 preto rei · a7 preto peão · b7 preto peão · c7 preto peão · d7 preto peão · g7 preto peão · h7 preto peão · c6 preto cavalo · c5 preto bispo · e5 preto peão · g5 branco cavalo · e4 branco peão · d3 branco peão · a2 branco peão · b2 branco peão · c2 branco peão · f2 branco peão · g2 branco peão · h2 branco peão · a1 branco torre · b1 branco cavalo · c1 branco bispo · d1 branco rainha · e1 branco rei · h1 branco torre | a8 preto torre · c8 preto bispo · d8 preto rainha · f8 preto torre · g8 preto rei · a7 preto peão · b7 preto peão · c7 preto peão · d7 preto peão · g7 preto peão · h7 preto peão · c6 preto cavalo · c5 preto bispo · e5 preto peão · g5 branco cavalo · e4 branco peão · d3 branco peão · a2 branco peão · b2 branco peão · c2 branco peão · f2 branco peão · g2 branco peão · h2 branco peão · a1 branco torre · b1 branco cavalo · c1 branco bispo · d1 branco rainha · e1 branco rei · h1 branco torre | a8 preto torre · c8 preto bispo · d8 preto rainha · f8 preto torre · g8 preto rei · a7 preto peão · b7 preto peão · c7 preto peão · d7 preto peão · g7 preto peão · h7 preto peão · c6 preto cavalo · c5 preto bispo · e5 preto peão · g5 branco cavalo · e4 branco peão · d3 branco peão · a2 branco peão · b2 branco peão · c2 branco peão · f2 branco peão · g2 branco peão · h2 branco peão · a1 branco torre · b1 branco cavalo · c1 branco bispo · d1 branco rainha · e1 branco rei · h1 branco torre | a8 preto torre · c8 preto bispo · d8 preto rainha · f8 preto torre · g8 preto rei · a7 preto peão · b7 preto peão · c7 preto peão · d7 preto peão · g7 preto peão · h7 preto peão · c6 preto cavalo · c5 preto bispo · e5 preto peão · g5 branco cavalo · e4 branco peão · d3 branco peão · a2 branco peão · b2 branco peão · c2 branco peão · f2 branco peão · g2 branco peão · h2 branco peão · a1 branco torre · b1 branco cavalo · c1 branco bispo · d1 branco rainha · e1 branco rei · h1 branco torre | a8 preto torre · c8 preto bispo · d8 preto rainha · f8 preto torre · g8 preto rei · a7 preto peão · b7 preto peão · c7 preto peão · d7 preto peão · g7 preto peão · h7 preto peão · c6 preto cavalo · c5 preto bispo · e5 preto peão · g5 branco cavalo · e4 branco peão · d3 branco peão · a2 branco peão · b2 branco peão · c2 branco peão · f2 branco peão · g2 branco peão · h2 branco peão · a1 branco torre · b1 branco cavalo · c1 branco bispo · d1 branco rainha · e1 branco rei · h1 branco torre | 5 |
| 4 | a8 preto torre · c8 preto bispo · d8 preto rainha · f8 preto torre · g8 preto rei · a7 preto peão · b7 preto peão · c7 preto peão · d7 preto peão · g7 preto peão · h7 preto peão · c6 preto cavalo · c5 preto bispo · e5 preto peão · g5 branco cavalo · e4 branco peão · d3 branco peão · a2 branco peão · b2 branco peão · c2 branco peão · f2 branco peão · g2 branco peão · h2 branco peão · a1 branco torre · b1 branco cavalo · c1 branco bispo · d1 branco rainha · e1 branco rei · h1 branco torre | a8 preto torre · c8 preto bispo · d8 preto rainha · f8 preto torre · g8 preto rei · a7 preto peão · b7 preto peão · c7 preto peão · d7 preto peão · g7 preto peão · h7 preto peão · c6 preto cavalo · c5 preto bispo · e5 preto peão · g5 branco cavalo · e4 branco peão · d3 branco peão · a2 branco peão · b2 branco peão · c2 branco peão · f2 branco peão · g2 branco peão · h2 branco peão · a1 branco torre · b1 branco cavalo · c1 branco bispo · d1 branco rainha · e1 branco rei · h1 branco torre | a8 preto torre · c8 preto bispo · d8 preto rainha · f8 preto torre · g8 preto rei · a7 preto peão · b7 preto peão · c7 preto peão · d7 preto peão · g7 preto peão · h7 preto peão · c6 preto cavalo · c5 preto bispo · e5 preto peão · g5 branco cavalo · e4 branco peão · d3 branco peão · a2 branco peão · b2 branco peão · c2 branco peão · f2 branco peão · g2 branco peão · h2 branco peão · a1 branco torre · b1 branco cavalo · c1 branco bispo · d1 branco rainha · e1 branco rei · h1 branco torre | a8 preto torre · c8 preto bispo · d8 preto rainha · f8 preto torre · g8 preto rei · a7 preto peão · b7 preto peão · c7 preto peão · d7 preto peão · g7 preto peão · h7 preto peão · c6 preto cavalo · c5 preto bispo · e5 preto peão · g5 branco cavalo · e4 branco peão · d3 branco peão · a2 branco peão · b2 branco peão · c2 branco peão · f2 branco peão · g2 branco peão · h2 branco peão · a1 branco torre · b1 branco cavalo · c1 branco bispo · d1 branco rainha · e1 branco rei · h1 branco torre | a8 preto torre · c8 preto bispo · d8 preto rainha · f8 preto torre · g8 preto rei · a7 preto peão · b7 preto peão · c7 preto peão · d7 preto peão · g7 preto peão · h7 preto peão · c6 preto cavalo · c5 preto bispo · e5 preto peão · g5 branco cavalo · e4 branco peão · d3 branco peão · a2 branco peão · b2 branco peão · c2 branco peão · f2 branco peão · g2 branco peão · h2 branco peão · a1 branco torre · b1 branco cavalo · c1 branco bispo · d1 branco rainha · e1 branco rei · h1 branco torre | a8 preto torre · c8 preto bispo · d8 preto rainha · f8 preto torre · g8 preto rei · a7 preto peão · b7 preto peão · c7 preto peão · d7 preto peão · g7 preto peão · h7 preto peão · c6 preto cavalo · c5 preto bispo · e5 preto peão · g5 branco cavalo · e4 branco peão · d3 branco peão · a2 branco peão · b2 branco peão · c2 branco peão · f2 branco peão · g2 branco peão · h2 branco peão · a1 branco torre · b1 branco cavalo · c1 branco bispo · d1 branco rainha · e1 branco rei · h1 branco torre | a8 preto torre · c8 preto bispo · d8 preto rainha · f8 preto torre · g8 preto rei · a7 preto peão · b7 preto peão · c7 preto peão · d7 preto peão · g7 preto peão · h7 preto peão · c6 preto cavalo · c5 preto bispo · e5 preto peão · g5 branco cavalo · e4 branco peão · d3 branco peão · a2 branco peão · b2 branco peão · c2 branco peão · f2 branco peão · g2 branco peão · h2 branco peão · a1 branco torre · b1 branco cavalo · c1 branco bispo · d1 branco rainha · e1 branco rei · h1 branco torre | a8 preto torre · c8 preto bispo · d8 preto rainha · f8 preto torre · g8 preto rei · a7 preto peão · b7 preto peão · c7 preto peão · d7 preto peão · g7 preto peão · h7 preto peão · c6 preto cavalo · c5 preto bispo · e5 preto peão · g5 branco cavalo · e4 branco peão · d3 branco peão · a2 branco peão · b2 branco peão · c2 branco peão · f2 branco peão · g2 branco peão · h2 branco peão · a1 branco torre · b1 branco cavalo · c1 branco bispo · d1 branco rainha · e1 branco rei · h1 branco torre | 4 |
| 3 | a8 preto torre · c8 preto bispo · d8 preto rainha · f8 preto torre · g8 preto rei · a7 preto peão · b7 preto peão · c7 preto peão · d7 preto peão · g7 preto peão · h7 preto peão · c6 preto cavalo · c5 preto bispo · e5 preto peão · g5 branco cavalo · e4 branco peão · d3 branco peão · a2 branco peão · b2 branco peão · c2 branco peão · f2 branco peão · g2 branco peão · h2 branco peão · a1 branco torre · b1 branco cavalo · c1 branco bispo · d1 branco rainha · e1 branco rei · h1 branco torre | a8 preto torre · c8 preto bispo · d8 preto rainha · f8 preto torre · g8 preto rei · a7 preto peão · b7 preto peão · c7 preto peão · d7 preto peão · g7 preto peão · h7 preto peão · c6 preto cavalo · c5 preto bispo · e5 preto peão · g5 branco cavalo · e4 branco peão · d3 branco peão · a2 branco peão · b2 branco peão · c2 branco peão · f2 branco peão · g2 branco peão · h2 branco peão · a1 branco torre · b1 branco cavalo · c1 branco bispo · d1 branco rainha · e1 branco rei · h1 branco torre | a8 preto torre · c8 preto bispo · d8 preto rainha · f8 preto torre · g8 preto rei · a7 preto peão · b7 preto peão · c7 preto peão · d7 preto peão · g7 preto peão · h7 preto peão · c6 preto cavalo · c5 preto bispo · e5 preto peão · g5 branco cavalo · e4 branco peão · d3 branco peão · a2 branco peão · b2 branco peão · c2 branco peão · f2 branco peão · g2 branco peão · h2 branco peão · a1 branco torre · b1 branco cavalo · c1 branco bispo · d1 branco rainha · e1 branco rei · h1 branco torre | a8 preto torre · c8 preto bispo · d8 preto rainha · f8 preto torre · g8 preto rei · a7 preto peão · b7 preto peão · c7 preto peão · d7 preto peão · g7 preto peão · h7 preto peão · c6 preto cavalo · c5 preto bispo · e5 preto peão · g5 branco cavalo · e4 branco peão · d3 branco peão · a2 branco peão · b2 branco peão · c2 branco peão · f2 branco peão · g2 branco peão · h2 branco peão · a1 branco torre · b1 branco cavalo · c1 branco bispo · d1 branco rainha · e1 branco rei · h1 branco torre | a8 preto torre · c8 preto bispo · d8 preto rainha · f8 preto torre · g8 preto rei · a7 preto peão · b7 preto peão · c7 preto peão · d7 preto peão · g7 preto peão · h7 preto peão · c6 preto cavalo · c5 preto bispo · e5 preto peão · g5 branco cavalo · e4 branco peão · d3 branco peão · a2 branco peão · b2 branco peão · c2 branco peão · f2 branco peão · g2 branco peão · h2 branco peão · a1 branco torre · b1 branco cavalo · c1 branco bispo · d1 branco rainha · e1 branco rei · h1 branco torre | a8 preto torre · c8 preto bispo · d8 preto rainha · f8 preto torre · g8 preto rei · a7 preto peão · b7 preto peão · c7 preto peão · d7 preto peão · g7 preto peão · h7 preto peão · c6 preto cavalo · c5 preto bispo · e5 preto peão · g5 branco cavalo · e4 branco peão · d3 branco peão · a2 branco peão · b2 branco peão · c2 branco peão · f2 branco peão · g2 branco peão · h2 branco peão · a1 branco torre · b1 branco cavalo · c1 branco bispo · d1 branco rainha · e1 branco rei · h1 branco torre | a8 preto torre · c8 preto bispo · d8 preto rainha · f8 preto torre · g8 preto rei · a7 preto peão · b7 preto peão · c7 preto peão · d7 preto peão · g7 preto peão · h7 preto peão · c6 preto cavalo · c5 preto bispo · e5 preto peão · g5 branco cavalo · e4 branco peão · d3 branco peão · a2 branco peão · b2 branco peão · c2 branco peão · f2 branco peão · g2 branco peão · h2 branco peão · a1 branco torre · b1 branco cavalo · c1 branco bispo · d1 branco rainha · e1 branco rei · h1 branco torre | a8 preto torre · c8 preto bispo · d8 preto rainha · f8 preto torre · g8 preto rei · a7 preto peão · b7 preto peão · c7 preto peão · d7 preto peão · g7 preto peão · h7 preto peão · c6 preto cavalo · c5 preto bispo · e5 preto peão · g5 branco cavalo · e4 branco peão · d3 branco peão · a2 branco peão · b2 branco peão · c2 branco peão · f2 branco peão · g2 branco peão · h2 branco peão · a1 branco torre · b1 branco cavalo · c1 branco bispo · d1 branco rainha · e1 branco rei · h1 branco torre | 3 |
| 2 | a8 preto torre · c8 preto bispo · d8 preto rainha · f8 preto torre · g8 preto rei · a7 preto peão · b7 preto peão · c7 preto peão · d7 preto peão · g7 preto peão · h7 preto peão · c6 preto cavalo · c5 preto bispo · e5 preto peão · g5 branco cavalo · e4 branco peão · d3 branco peão · a2 branco peão · b2 branco peão · c2 branco peão · f2 branco peão · g2 branco peão · h2 branco peão · a1 branco torre · b1 branco cavalo · c1 branco bispo · d1 branco rainha · e1 branco rei · h1 branco torre | a8 preto torre · c8 preto bispo · d8 preto rainha · f8 preto torre · g8 preto rei · a7 preto peão · b7 preto peão · c7 preto peão · d7 preto peão · g7 preto peão · h7 preto peão · c6 preto cavalo · c5 preto bispo · e5 preto peão · g5 branco cavalo · e4 branco peão · d3 branco peão · a2 branco peão · b2 branco peão · c2 branco peão · f2 branco peão · g2 branco peão · h2 branco peão · a1 branco torre · b1 branco cavalo · c1 branco bispo · d1 branco rainha · e1 branco rei · h1 branco torre | a8 preto torre · c8 preto bispo · d8 preto rainha · f8 preto torre · g8 preto rei · a7 preto peão · b7 preto peão · c7 preto peão · d7 preto peão · g7 preto peão · h7 preto peão · c6 preto cavalo · c5 preto bispo · e5 preto peão · g5 branco cavalo · e4 branco peão · d3 branco peão · a2 branco peão · b2 branco peão · c2 branco peão · f2 branco peão · g2 branco peão · h2 branco peão · a1 branco torre · b1 branco cavalo · c1 branco bispo · d1 branco rainha · e1 branco rei · h1 branco torre | a8 preto torre · c8 preto bispo · d8 preto rainha · f8 preto torre · g8 preto rei · a7 preto peão · b7 preto peão · c7 preto peão · d7 preto peão · g7 preto peão · h7 preto peão · c6 preto cavalo · c5 preto bispo · e5 preto peão · g5 branco cavalo · e4 branco peão · d3 branco peão · a2 branco peão · b2 branco peão · c2 branco peão · f2 branco peão · g2 branco peão · h2 branco peão · a1 branco torre · b1 branco cavalo · c1 branco bispo · d1 branco rainha · e1 branco rei · h1 branco torre | a8 preto torre · c8 preto bispo · d8 preto rainha · f8 preto torre · g8 preto rei · a7 preto peão · b7 preto peão · c7 preto peão · d7 preto peão · g7 preto peão · h7 preto peão · c6 preto cavalo · c5 preto bispo · e5 preto peão · g5 branco cavalo · e4 branco peão · d3 branco peão · a2 branco peão · b2 branco peão · c2 branco peão · f2 branco peão · g2 branco peão · h2 branco peão · a1 branco torre · b1 branco cavalo · c1 branco bispo · d1 branco rainha · e1 branco rei · h1 branco torre | a8 preto torre · c8 preto bispo · d8 preto rainha · f8 preto torre · g8 preto rei · a7 preto peão · b7 preto peão · c7 preto peão · d7 preto peão · g7 preto peão · h7 preto peão · c6 preto cavalo · c5 preto bispo · e5 preto peão · g5 branco cavalo · e4 branco peão · d3 branco peão · a2 branco peão · b2 branco peão · c2 branco peão · f2 branco peão · g2 branco peão · h2 branco peão · a1 branco torre · b1 branco cavalo · c1 branco bispo · d1 branco rainha · e1 branco rei · h1 branco torre | a8 preto torre · c8 preto bispo · d8 preto rainha · f8 preto torre · g8 preto rei · a7 preto peão · b7 preto peão · c7 preto peão · d7 preto peão · g7 preto peão · h7 preto peão · c6 preto cavalo · c5 preto bispo · e5 preto peão · g5 branco cavalo · e4 branco peão · d3 branco peão · a2 branco peão · b2 branco peão · c2 branco peão · f2 branco peão · g2 branco peão · h2 branco peão · a1 branco torre · b1 branco cavalo · c1 branco bispo · d1 branco rainha · e1 branco rei · h1 branco torre | a8 preto torre · c8 preto bispo · d8 preto rainha · f8 preto torre · g8 preto rei · a7 preto peão · b7 preto peão · c7 preto peão · d7 preto peão · g7 preto peão · h7 preto peão · c6 preto cavalo · c5 preto bispo · e5 preto peão · g5 branco cavalo · e4 branco peão · d3 branco peão · a2 branco peão · b2 branco peão · c2 branco peão · f2 branco peão · g2 branco peão · h2 branco peão · a1 branco torre · b1 branco cavalo · c1 branco bispo · d1 branco rainha · e1 branco rei · h1 branco torre | 2 |
| 1 | a8 preto torre · c8 preto bispo · d8 preto rainha · f8 preto torre · g8 preto rei · a7 preto peão · b7 preto peão · c7 preto peão · d7 preto peão · g7 preto peão · h7 preto peão · c6 preto cavalo · c5 preto bispo · e5 preto peão · g5 branco cavalo · e4 branco peão · d3 branco peão · a2 branco peão · b2 branco peão · c2 branco peão · f2 branco peão · g2 branco peão · h2 branco peão · a1 branco torre · b1 branco cavalo · c1 branco bispo · d1 branco rainha · e1 branco rei · h1 branco torre | a8 preto torre · c8 preto bispo · d8 preto rainha · f8 preto torre · g8 preto rei · a7 preto peão · b7 preto peão · c7 preto peão · d7 preto peão · g7 preto peão · h7 preto peão · c6 preto cavalo · c5 preto bispo · e5 preto peão · g5 branco cavalo · e4 branco peão · d3 branco peão · a2 branco peão · b2 branco peão · c2 branco peão · f2 branco peão · g2 branco peão · h2 branco peão · a1 branco torre · b1 branco cavalo · c1 branco bispo · d1 branco rainha · e1 branco rei · h1 branco torre | a8 preto torre · c8 preto bispo · d8 preto rainha · f8 preto torre · g8 preto rei · a7 preto peão · b7 preto peão · c7 preto peão · d7 preto peão · g7 preto peão · h7 preto peão · c6 preto cavalo · c5 preto bispo · e5 preto peão · g5 branco cavalo · e4 branco peão · d3 branco peão · a2 branco peão · b2 branco peão · c2 branco peão · f2 branco peão · g2 branco peão · h2 branco peão · a1 branco torre · b1 branco cavalo · c1 branco bispo · d1 branco rainha · e1 branco rei · h1 branco torre | a8 preto torre · c8 preto bispo · d8 preto rainha · f8 preto torre · g8 preto rei · a7 preto peão · b7 preto peão · c7 preto peão · d7 preto peão · g7 preto peão · h7 preto peão · c6 preto cavalo · c5 preto bispo · e5 preto peão · g5 branco cavalo · e4 branco peão · d3 branco peão · a2 branco peão · b2 branco peão · c2 branco peão · f2 branco peão · g2 branco peão · h2 branco peão · a1 branco torre · b1 branco cavalo · c1 branco bispo · d1 branco rainha · e1 branco rei · h1 branco torre | a8 preto torre · c8 preto bispo · d8 preto rainha · f8 preto torre · g8 preto rei · a7 preto peão · b7 preto peão · c7 preto peão · d7 preto peão · g7 preto peão · h7 preto peão · c6 preto cavalo · c5 preto bispo · e5 preto peão · g5 branco cavalo · e4 branco peão · d3 branco peão · a2 branco peão · b2 branco peão · c2 branco peão · f2 branco peão · g2 branco peão · h2 branco peão · a1 branco torre · b1 branco cavalo · c1 branco bispo · d1 branco rainha · e1 branco rei · h1 branco torre | a8 preto torre · c8 preto bispo · d8 preto rainha · f8 preto torre · g8 preto rei · a7 preto peão · b7 preto peão · c7 preto peão · d7 preto peão · g7 preto peão · h7 preto peão · c6 preto cavalo · c5 preto bispo · e5 preto peão · g5 branco cavalo · e4 branco peão · d3 branco peão · a2 branco peão · b2 branco peão · c2 branco peão · f2 branco peão · g2 branco peão · h2 branco peão · a1 branco torre · b1 branco cavalo · c1 branco bispo · d1 branco rainha · e1 branco rei · h1 branco torre | a8 preto torre · c8 preto bispo · d8 preto rainha · f8 preto torre · g8 preto rei · a7 preto peão · b7 preto peão · c7 preto peão · d7 preto peão · g7 preto peão · h7 preto peão · c6 preto cavalo · c5 preto bispo · e5 preto peão · g5 branco cavalo · e4 branco peão · d3 branco peão · a2 branco peão · b2 branco peão · c2 branco peão · f2 branco peão · g2 branco peão · h2 branco peão · a1 branco torre · b1 branco cavalo · c1 branco bispo · d1 branco rainha · e1 branco rei · h1 branco torre | a8 preto torre · c8 preto bispo · d8 preto rainha · f8 preto torre · g8 preto rei · a7 preto peão · b7 preto peão · c7 preto peão · d7 preto peão · g7 preto peão · h7 preto peão · c6 preto cavalo · c5 preto bispo · e5 preto peão · g5 branco cavalo · e4 branco peão · d3 branco peão · a2 branco peão · b2 branco peão · c2 branco peão · f2 branco peão · g2 branco peão · h2 branco peão · a1 branco torre · b1 branco cavalo · c1 branco bispo · d1 branco rainha · e1 branco rei · h1 branco torre | 1 |
|   | a | b | c | d | e | f | g | h |   |

Roque artificial ou Roque na mão, no enxadrismo, é uma manobra utilizada para proteger o rei utilizada quando o rei não tem mais direito ao roque normal.  Por exemplo na Abertura Giuoco Piano, após os movimentos usuais:
```
1. e4  e5
2. Cf3 Cc6
3. Bc4 Bc5
```

As brancas surpreendem com o duvidoso:
```
4. Bxf7?!
```

O rei das Pretas perderá o direito ao roque porque, ou se moverá para e7 ou capturará o bispo com 4...Rxf7.
A partir de então as Pretas efetuarão uma série de movimentos para proteger rei, e a partida poderia seguir, por exemplo, com:
```
4  ... Rxf7
5. d3  Tf8
6. Cg5 Rg8
```

Com isso, as pretas fizeram um roque artificial, deixando protegido o seu rei. (Do contrário, ele ficaria centralizado, e vulnerável a ataques.) Em compensação, as Brancas ficam dispondo de muito mais tempo, o que lhes servirá para preparar um ataque na ala do rei, recuperar o bispo sacrificado ou até mesmo vencer o jogo antes disso.